# Recreatiedomein De Donk

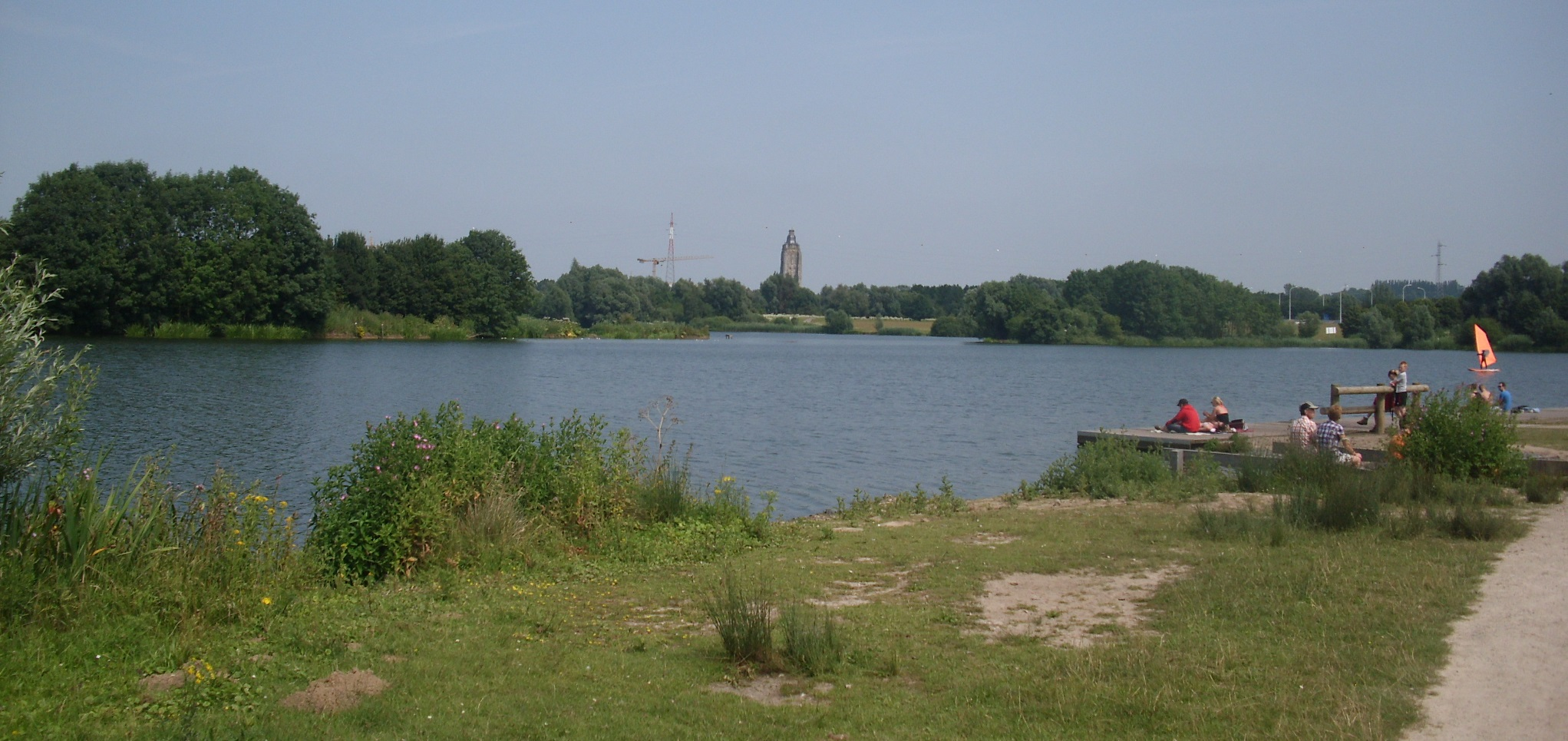
De Donkvijver, in de verte de Sint-Walburgakerk van Oudenaarde.

Het Recreatiedomein De Donk is gelegen aan de westelijke rand van de Belgische stad Oudenaarde.
Het accent ligt op sportieve recreatie, op en rond een aangelegde vijver. Het domein is 85 ha groot, de vijver 30 ha. De Donkvijver is ontstaan in de jaren 60 door uitgraving in functie van de wegenbouw, waarbij de grond werd aangewend voor de aanleg van de N60.
Sinds de middeleeuwen zijn er al vijvers en meren in het gebied dat toen al Den Donk werd genoemd. Het gebied was toen enerzijds een verdedigingsgordel van Oudenaarde, maar daarnaast ook gemeenschappelijke weidegrond waar dorpsbewoners hun vee lieten grazen onder toezicht van de Donkmeesters. Dit bleef zo tot begin van de 19e eeuw.

## Sport
De Donkvijver is niet alleen bestemd voor zeilers, kajakkers en surfers maar ook voor vissers. Rondom het meer werden door de eigenaars - de Oost-Vlaamse stad Oudenaarde en Toerisme Vlaanderen - wandel- en joggingpaden aangelegd. Daarnaast is er een camping, een Taverne, een beachbar en een hotel voor de sportbeoefenaars. Die kunnen er naast de vernoemde sporten zich tevens wagen aan avontuurlijke hindernispistes. In de winter van 2012-2013 werd er voor eerste maal aan langlauf gedaan.
Het open domein is vrij toegankelijk en in de zomer ziet men er vooral zonnekloppers, alhoewel het zwemmen is verboden. In de winter is het een winterrustgebied voor allerlei in het wild levende vogels. De Donk fungeert als een aantrekkingspool voor allerlei groeperingen voor events, teambuilding, survival, sportkampen, milieuklassen.
In April 2017 opende The Outsider Vlaamse Ardennen in samenwerking met Stad Oudenaarde en de Provincie Oost-Vlaanderen een kabelbaan rondom de Donkvijver. Deze kabelbaan maakt het voortaan mogelijk om te wakeboarden, waterskiën en kneeboarden op de recreatievijver. 
De Donk sluit tevens aan op een route van fietsknooppunten en ligt in het zicht - sinds 2012 - van de aankomstplaats van de Ronde van Vlaanderen.